# Iraque otomano
O Iraque Otomano refere-se ao período da história do Iraque entre (1534–1704 e 1831–1920), quando a região era governada pelo Império Otomano. 

## Divisões
Antes das reformas (1534–1704), o Iraque foi dividido em quatro eialetes (províncias):
- Eialete de Bagdá
- Eialete de Cherizor
- Eialete de Baçorá
- Eialete de Mossul

O Iraque otomano foi mais tarde (1831-1920) dividido em três vilaietes (províncias):
- Vilaiete de Mossul
- Vilaiete de Bagdá
- Vilaiete de Baçorá

## História
Durante o final do século XIV e início do XV, a Confederação do Cordeiro Negro governou a região conhecida como Iraque. Em 1466, a Confederação do Cordeiro Branco derrotou os cordeiros negros e assumiram o controle. No século XVI, a maioria do território do atual Iraque ficou sob o controle do Império Otomano como o paxalique de Bagdá. Durante a maior parte do período de domínio otomano (1533-1918), o território do atual Iraque foi uma zona de batalha entre os impérios rivais regionais e alianças tribais. A dinastia safávida do Irã brevemente afirmou sua hegemonia sobre o Iraque nos períodos de 1508-1533 e 1622-1638.
Por volta do século XVII, os conflitos frequentes com os safávidas tinham exaurido as forças do Império Otomano e havia enfraquecido o seu controle sobre suas províncias. A população nômade cresceu com a chegada dos beduínos de Négede, na Península Arábica. As invasões Beduínas em áreas de assentamento tornaram-se impossíveis de conter.
Durante os anos de 1747 a 1831 o Iraque era governado por oficiais mamelucos de origem georgiana que conseguiram obter autonomia em relação a Sublime Porta, suprimiu revoltas tribais, limitou o poder dos janízaros, a ordem foi restaurada e introduziu-se um programa de modernização da economia e dos militares. Em 1831, os otomanos conseguiram derrubar o regime mameluco e impuseram seu controle direto sobre o Iraque. A população do Iraque tinha encolhido para menos de 5 milhões no início do século XX.

### Século XX
O domínio otomano sobre o Iraque durou até a Primeira Guerra Mundial, quando os otomanos combateram ao lado da Alemanha e das Potências Centrais. Em 1916, os britânicos e franceses fizeram um plano para a divisão do pós-guerra da Ásia Ocidental nos termos do Acordo Sykes-Picot.
Após a guerra, a Liga das Nações concedeu mandatos à França sobre a Síria e o Líbano e concedeu mandatos ao Reino Unido sobre a Mesopotâmia e a Palestina (que foi posteriormente dividida em duas regiões autônomas: a Palestina e Transjordânia). Em 11 de novembro de 1920 o Iraque tornou-se um mandato da Liga das Nações sob controle britânico com o nome "Estado do Iraque".